# Anii 1660
Anii 1660 au fost un deceniu care a început la 1 ianuarie 1660 și s-a încheiat la 31 decembrie 1669.